# Clorotrifluorometano

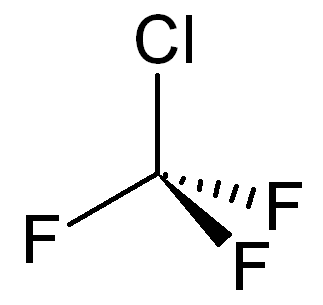
Clorotrifluorometano, R-13, CFC-13 ou Freon 13.

Clorotrifluorometano, R-13, CFC-13 ou Freon 13, é um clorofluorocarbono (CFC) não-inflamável e não-corrosivo e também um halometano misto. É uma substância artificial usada principalmente como fluido refrigerante. Quando liberado no meio ambiente, o CFC-13 tem um alto potencial de destruição da camada de ozônio, alto potencial de aquecimento global e longa vida atmosférica.

## Preparação
Pode ser preparado por reação de tetracloreto de carbono com fluoreto de hidrogênio na presença de uma quantidade catalítica de pentacloreto de antimônio:
CCl 4 + 3HF → CClF 3 + 3HCl
Esta reação também pode produzir triclorofluorometano (CCl 3 F), diclorodifluorometano (CCl2F2) e tetrafluorometano (CF4).

## Descontinuação da produção
De acordo com o Protocolo de Montreal, o CFC-13 começou a passar por uma eliminação progressiva e substituição por substâncias alternativas a partir do início dos anos 1990, que culminou com a proibição global de sua produção. Ainda assim, a abundância atmosférica de CFC-13 subiu de 3,0 partes por trilhão (ppt) no ano de 2010 para 3,3 ppt no ano de 2020 com base na análise de amostras de ar coletadas em locais ao redor do mundo.

## Propriedades físicas
| Propriedade                                                        | Valor                   |
| ------------------------------------------------------------------ | ----------------------- |
| Densidade (ρ) a -127,8 °C (líquido)                                | 1,603 g⋅cm -3           |
| Densidade (ρ) no ponto de ebulição (gás)                           | 6,94 kg⋅m −3            |
| Densidade (ρ) em 15 °C (gás)                                       | 4,41 g⋅cm -3            |
| Temperatura do ponto triplo (Tt)                                   |                         |
| Temperatura crítica (Tc)                                           | 28,8 °C (302K)          |
| Pressão crítica (pc)                                               | 3,86 MPa (38,6 bar)     |
| Densidade crítica (ρc)                                             | 5,5 mol⋅L -1            |
| Calor latente de vaporização no ponto de ebulição                  | 149,85 kJ⋅kg −1         |
| Capacidade de calor específico a pressão constante (Cp) a -34,4 °C | 0,06 kJ⋅mol −1 ⋅K −1    |
| Capacidade de calor específico a volume constante (CV) a -34,4 °C  | 0,051 kJ⋅mol −1 ⋅K −1   |
| Relação de capacidade de calor (к) em -34,4 °C                     | 1.168016                |
| Fator de Compressibilidade (Z) em 15 °C                            | 0,9896                  |
| Fator acêntrico (ω)                                                | 0,17166                 |
| Viscosidade (η) a 0°C (gás)                                        | 13,3 mPa⋅s (0,0133 cP)  |
| Viscosidade (η) a 25°C (gás)                                       | 14,1 mPa⋅s (0,01440 cP) |
| Potencial de destruição do ozônio (ODP)                            | 1 ( CCl3F = 1)          |
| Potencial de aquecimento global (PAG)                              | 14.000 ( CO2 = 1)       |
| Vida útil atmosférica                                              | 640 anos                |